# 알렉산드리네 추 메클렌부르크슈베린 대공녀
메클렌부르크슈베린의 알렉산드리네(Alexandrine Auguste Herzogin zu Mecklenburg-Schwerin, 1879년 12월 24일 ~ 1952년 12월 28일)는 덴마크의 왕비로 크리스티안 10세의 아내이다.
프리드리히 프란츠 3세와 그의 아내 아나스타시아 미하일로브나 여대공의 장녀(니콜라이 1세의 손녀)로 슈베린에서 태어났다. 1898년 4월 26일 칸느에서 덴마크의 왕자 크리스티안과 결혼했고 1912년 남편의 즉위에 따라 왕비가 되었다. 그녀의 친정은 독일계였지만 제2차 세계대전 당시 베저위붕 작전으로 덴마크가 독일군에게 점령당하자 그녀는 덴마크의 편에 서서 국민들의 지지와 존경을 얻었다.

## 자녀
1898년 크리스티안 10세와 결혼해 두 아들을 두었다.
- 프레데리크 9세(1899~1972) - 스웨덴 공주 잉리드와 결혼해 슬하 3녀를 둠.
- 덴마크 세습 왕자 크누드(1900~1976) - 덴마크 왕자빈 카롤리네마틸데와 결혼해 슬하 2남 1녀를 둠.